# Saint-Eugène, Charente-Maritime
Saint-Eugène là một xã ở tỉnh Charente-Maritime thuộc vùng Nouvelle-Aquitaine tây nam nước Pháp.

## Dân số
| Năm  | Dân số | Density |
| ---- | ------ | ------- |
| 1962 | 341    | -       |
| 1968 | 374    | -       |
| 1975 | 362    | -       |
| 1982 | 316    | -       |
| 1990 | 319    | -       |
| 1999 | 292    | 17/km²  |

- Xã của tỉnh Charente-Maritime